# Vetenskaplig publikation
Vetenskaplig publikation (även vetenskaplig publicering) är publikation av forskningresultat. Vanliga typer av akademisk publicering är vetenskapliga artiklar, vetenskapliga böcker och antologier, doktorsavhandlingar, licentiatavhandlingar, konferensbidrag, arbetsnotat, rapporter och utvärderingar. De olika typerna av akademisk publicering har mycket olika meritvärde för forskaren. Vilken typ av vetenskaplig publicering som är vanligast varierar mellan olika forskningsområden. Inom humaniora och samhällsvetenskap publicerar sig forskare av tradition oftare i böcker eller antologier.
En vanlig form av vetenskaplig publicering är vetenskapliga artiklar (kallas också  pek forskningsartikel, forskningspapper eller akademiskt paper, det vill säga en kort uppsats)i en fackvetenskaplig tidskrift (en journal).
Vetenskaplig publikation föregås idag nästan alltid av kollegial granskning gjord av oberoende anonyma specialister inom samma vetenskapliga område som författaren. Till vetenskaplig publikation räknas även vetenskaplig avhandling som granskas av en opponent från annat lärosäte. 
Akademisk publikation, och att bli citerad i vetenskapliga artiklar, räknas som en mycket viktig grund för akademisk meritering. Akademiska publikationer bör inte förväxlas med studentuppsatser, artikel i en populärvetenskaplig tidskrift eller med vetenskapsjournalistik, genrer vars texter också kan ha forskare som författare.

## Historia
Bland de första vetenskapliga tidskrifterna var Philosophical Transactions of the Royal Society under 1600-talet. Vid den tidpunkten var det kontroversiellt att öppet publicera resultat av vetenskapliga undersökningar. Det var inte ovanligt att en ny upptäckt publicerades som ett anagram. Detta system prioriterade upptäckaren, men var omöjligt att förstå för någon som inte kände till hemligheten: både Isaac Newton och Gottfried Wilhelm von Leibniz använde sig av denna metod.
Royal Society var ståndaktig i sin uppfattning att naturvetenskapen endast kunde gå framåt genom ett öppet utbyte av idéer som stöddes av experimentella data.

## Publikationsprocessen
Inom vetenskaplig publikation är en artikel (ibland kallad pek) ett vetenskapligt arbete som oftast publiceras i en vetenskaplig tidskrift. Den innehåller originalforskning med utförligt beskriven metodik eller innehåller en sammanfattande genomgång av tidigare forskning och kända resultat (review article). En sådan artikel anses endast vederhäftig om den genomgått en granskning (peer review) av en eller flera akademiker inom fältet, i syfte att undersöka om innehållet i artikeln är lämpligt för publikation i tidskriften.
Processen med en peer review organiseras av tidskriftens redaktör, som i regel är en högt ansedd forskare med stort internationellt nätverk. Redaktören omger sig ofta med en eller flera biträdande redaktörer – även dessa framstående forskare – samt med en editorial board (redaktionskommitté), ett nätverk av namngivna forskare som åtagit sig att arbeta för tidskriftens utgivning och utveckling. Merparten av det redaktionella arbetet är oavlönat, men det anses som ett viktigt erkännande för en forskare att bli utvald att ingå i en tidskrifts redaktion eller redaktionskommitté.
Granskarna kan kräva att författaren ändrar artikeln på olika sätt för att uppfylla de krav som ställs för publikation i den aktuella tidskriften. Denna process tar ofta flera månader även om man från den akademiska pressens sida är medveten om att den utdragna antagnings- och redigeringsprocessen är ett problem. De vanligen anonyma bedömarna får i regel ingen ersättning men åtminstone yngre forskare kan uppleva det som ett erkännande att de tillfrågas om de vill delta i arbetet. Man eftersträvar allt oftare att peer review-processen skall vara double blind, dvs att granskarna och författarna inte skall kunna identifiera varandra. Anledningen till detta är att personliga hänsyn eller relationer forskare emellan inte skall kunna påverka bedömningen av manuskripten.
Som guide till en peer review finns ofta skriftliga instruktioner från tidskriften eller bokförlagets redaktion. Vanligen ombeds den externa bedömaren avge ett av tre sammanfattande rekommendationer:
1. En rekommendation om att anta artikeln till publikation, eventuellt med mindre förslag till ändringar (på engelska accept)
2. En bedömning att artikeln är värd att publicera men först efter mer eller mindre omfattande revideringar (på engelska minor revisions respektive major revisions)
3. En bedömning att artikeln eventuellt, efter omfattande omarbete, ånyo kan bedömas för publikation (på engelska resubmit)
4. Omdömet att artikeln inte är av den kvalité eller i sådant skick att man bör rekommendera en publikation (på engelska reject)

Tidskrifter med gott renommé och hög rang (det senare vanligen baserat på hur ofta tidskriftens artiklar citeras av andra forskare) får som regel in långt fler artiklar än de kan publicera och kan därför ställa betydligt högre krav på bidragen, medan nystartade eller mer marginella tidskrifter kan nöja sig med en lägre, ehuru ändock rimligt hög, nivå.
Forskare övar ofta upp en känsla för vilka artiklar som kan tänkas accepteras av vilka tidskrifter. Man kan om artikeln inte accepteras ofta skicka den vidare utan större ändringar till en annan mindre berömd tidskrift.
Även om artikeln accepteras tar det ofta flera månader (ibland år) innan den blir publicerad. Att samtidigt sända sin artikel till flera tidskrifter för att öka möjligheten till publikation förekommer inte sällan, men att artikeln inte samtidigt är skickad för bedömning av en annan tidskrift är ofta ett uttryckligt krav för att en tidskrift över huvud taget ska ta emot manuskript för bedömning.
Med anledning av detta lägger ofta författaren ut sin artikeltext (preprint) för nedladdning från sin personliga webbplats, från institutionens dito eller från en preprintserver.
Vissa tidskrifter, framför allt nyare, publiceras endast digitalt och även de mer traditionstyngda återfinns idag i regel i PDF-format i tidskriftsdatabaser, fritt tillgängliga på exempelvis universitetets- och forskningsbibliotek. För att inte därigenom eliminera prenumerantskaran har tidskrifterna ofta en tidsgräns som gör att nyare nummer inte finns tillgängliga i annat än pappersform.

## Disciplinära skillnader
Vetenskaplig publikation skiljer sig markant mellan olika discipliner. Experimentella artiklar i till exempel medicin och fysik presenteras ofta som gemensamt skrivna av forskarlag, och varje enskild forskare kan på så sätt bli medförfattare till hundratals artiklar under sin karriär. I andra vetenskaper som exempelvis sociologi och historia är det vanligare med ett fåtal teoretiska artiklar skrivna av bara en, understundom två, författare. Inom icke-experimentella vetenskapsdiscipliner är det också betydligt vanligare med monografier, vetenskapliga verk i bokform.
Det blir numera allt vanligare att såväl enskilda forskare, institutioner och hela universitet kvalitetsbedöms utifrån kvantitativa beräkningar av deras publikationssverksamhet. Metoderna för sådana beräkningar ingår i ämnesområdet bibliometri, vilka då måste ta hänsyn till skillnader i publikationsspraxis mellan olika discipliner.

## Publikation av företagssponsrad forskning
Näringsidkande företag som bedriver forskning vill i regel inte se sina resultat öppet publicerade, något som strider både mot principen att öppen forskning gynnar den vetenskapliga utvecklingen och mot de enskilda skäl för publikation forskare ofta har. Publikation av företagsunderstödd forskning, som ibland drivs av tydliga företagsstrategier (exempelvis tobaksbolagens forskning om hälsorisker, eller avsaknad av detsamma), ifrågasätts också ibland just eftersom man antar ett outtalat metodfel. Ibland får företagsunderstödda forskare förbinda sig att vänta ett antal år med publikation – en kompromiss mellan företagen och forskarnas olika intressen.

## Icke-granskad vetenskaplig publikation
Mycket, om än inte det mesta, av vetenskaplig publikation sker under former av mindre rigorös granskning. Det kan handla om seriös forskning som ges ut i bokform på ett förlag som nöjer sig med ett expertutlåtande och därefter ägnar mer möda åt att göra en kommersiellt gångbar produkt. Det kan också handla om tidskrifter utgivna av universitet utan en peer review-process. Men det kan också handla om att enskilda forskare, forskarlag eller forskningscentra köper plats i tidskrifter för att kunna publicera sig. Sådan köpt publikation behöver inte betyda att artiklarna är av sämre värde, men det anses stå långt under de andra sätten att publicera sig och är inte lika meriterande. Artiklar som man vet eller misstänker är publicerade för egna pengar (medel kan ha satts av för publikation i forskningsbudgeten redan från ett projekts början) har inte genomgått en extern, oberoende bedömning och måste därför läsas med mer än vanligt kritiska ögon.